# THE BEST 2020-2025
『THE BEST 2020-2025』（ザ ベスト）は、日本の男性アイドルグループ・Snow Manの初となるベスト・アルバム。2025年1月22日にMENT RECORDINGからリリースされた。

## 概要
デビュー5周年となる2025年1月22日に発売されたSnow Man史上初となるベスト・アルバム。初回盤A（2CD＋2DVD/Blu-ray）、初回盤B（2CD＋2DVD/Blu-ray）、通常盤（2CDのみ）の3形態で発売された。
CDにはデビューシングルの「D.D.」から11枚目のシングル「BREAKOUT」「君は僕のもの」までの全シングルタイトル15曲に加え、目黒蓮主演の映画『劇場版 トリリオンゲーム』の主題歌となる新曲「SBY」、これまでの道のりを支えてくれたファンへの感謝を歌った新曲「Dear,」、そしてメンバーセレクトやファンクラブ会員アンケート結果に基づくファン人気曲、初めてのメンバーソロ曲も含めた全61曲を収録。DVD/Blu-rayには撮り下ろしMVを含む全30本のMVのほか、YouTubeで公開されてきた「Dance Practice」「Performance Video」も初めてパッケージ化され、撮り下ろし特典映像やソロ曲のMVも収録されている。
本作のリリースは4thアルバム『RAYS』を携えて開催された5大ドームツアー「Snow Man Dome Tour 2024 RAYS」2024年11月30日のみずほPayPayドーム福岡での公演のMC中に配信されたYouTube生配信内でサプライズ発表された。大型ビジョンで"Snow Manベストアルバム「THE BEST 2020-2025」2025.01.22"という文字と黒の衣装に身を包んだ9人の写真が発表された他、3パターンのジャケット写真も解禁され、9人のソロ曲も収録されてMVもすでに収録済みであることが明かされた。
「SBY」は映画『劇場版 トリリオンゲーム』のために書き下ろされた楽曲。"SBY"は"Stand By You"の略で「そばにいるよ」という意味がある。曲調は壮大なスケール感もあるミディアムバラードで、歌詞には君がいてくれたからという想いと、これからも一緒に進んでいこうという強い意志が込められている。Snow Manとしては7作目の映画主題歌であり、11月27日に主題歌起用決定のニュースとともに楽曲を使用した予告映像が解禁された。また、「Snow Man Dome Tour 2024 RAYS」12月15日の東京ドーム初日公演ではMCブロックの一部がYouTubeで生配信され、メンバーが白と黒の衣装でしっとりとしたダンスとともにこの楽曲を初披露した。Snow ManオフィシャルYouTubeチャンネルにて実施されたこの生配信は同時接続数53.4万人を記録し、「#SnowMan_SBY」がXのトレンド1位となった。MVは安田大地が監督を務めており、随所に鏡を用いることで「そばに寄り添う存在」が表現され、Ryusei haradaが振付した9人それぞれのダンスが際立つシーンも含まれている。12月27日にMVが公開された際にはメンバーがチャット欄に登場し、コメントして場を盛り上げた。
本作の発売に合わせ、西日本鉄道では1月19日から3月14日の期間中、アルバムビジュアルを用いたフルラッピングバスの運行や、主要駅へのポスターパネルの設置を実施。その他、全国9都市の鉄道で対象の車両の全ての中吊りビジュアルや車内全てのビジュアルをオリジナルのデザインで飾るビジュアルジャックや、全国6都市9か所のCDショップにて、全11シングルの着用衣装展も開催された。発売日当日の1月22日には日本テレビの『ZIP!』、TBSの『THE TIME,』と『ラヴィット!』、フジテレビの『めざましテレビ』と各局の情報番組に続けて出演し、21:00からはYouTubeで『Snow Man デビュー5周年！みんなで祝っちゃおう生配信』が行われた。
4月7日0時より、ソロ楽曲9曲を含む全61曲がストリーミング&ダウンロード配信された。

## 特典・仕様
購入者特典
- 初回盤A - フェイスカード（蛇復・A4サイズ）
- 初回盤B - ミニトートバック（不織布素材・A4サイズ）
- 通常盤 - 衣装コレクションカード9枚セット（約91mm × 110mm）

仕様・封入特典
- 初回盤A - 三方背ケース＋デジパック仕様、動画A視聴シリアルナンバー封入
- 初回盤B - 三方背ケース＋デジパック仕様、動画B視聴シリアルナンバー封入
- 通常盤（初回仕様） - スリーブ、フォトブック60P付、動画C視聴シリアルナンバー封入

## 収録内容
クレジット出典
既出曲の詳細はそのページを参照。

### 初回盤A・B

#### CD-1
1. D.D.
作詞：栗原暁（Jazzin' park） / 作曲・編曲：HIKARI
  - デビューシングル
2. KISSIN'MY LIPS
作詞：岡嶋かな多、JAKAZ / 作曲：FATCAT、Siixk Jun / 編曲：Peach、Siixk Jun
  - 2ndシングル1曲目
3. Stories
作詞・作曲・編曲：HIKARI
  - 2ndシングル2曲目
  - テレビ東京系アニメ『ブラッククローバー』第129話 - 第140話オープニングテーマ
4. Grandeur
作詞：MiNE、Atsushi Shimada / 作曲：Tommy Clint、MiNE、Atsushi Shimada / 編曲：Atsushi Shimada
  - 3rdシングル
  - テレビ東京系アニメ『ブラッククローバー』第158話 - 第170話オープニングテーマ
5. HELLO HELLO
作詞：katsuki.CF / 作曲：Ryosuke Saito、katsuki.CF、TARO MIZOTE / 編曲：TARO MIZOTE、Ryosuke Saito、菊池博人
  - 4thシングル
  - ラウール主演映画『ハニーレモンソーダ』主題歌
6. Secret Touch
作詞：栗原暁 / 作曲：栗原暁、前田佑 / 編曲：前田佑、門脇大輔
  - 5thシングル
  - 道枝駿佑・目黒蓮W主演 テレビ朝日系ドラマ『消えた初恋』主題歌
7. ブラザービート
作詞：クボタカイ / 作曲：クボタカイ、Taro Ishida / 編曲：endeavour
  - 6thシングル
  - メンバー全員主演 映画『おそ松さん』主題歌
8. オレンジkiss
作詞：SHIROSE / 作曲：SHIROSE、川口進 / 編曲：川口進
  - 7thシングル
  - 岩本照主演 映画『モエカレはオレンジ色』主題歌
9. タペストリー
作詞：MiNE、Atsushi Shimada / 作曲：Takuya Harada、MiNE、Atsushi Shimada / 編曲：Atsushi Shimada
  - 8thシングル1曲目
  - 目黒蓮主演 映画『わたしの幸せな結婚』主題歌
10. W
作詞：MISAKO SAKAZUME、51Black Rat / 作曲：MISAKO SAKAZUME、Takao Fukushima、51Black Rat / 編曲：Shogo Ohnishi、Takao Fukushima
  - 8thシングル2曲目
  - 櫻井翔主演 日本テレビ系列「土曜ドラマ」『大病院占拠』、『新空港占拠』、『放送局占拠』主題歌
11. Dangerholic
作詞・作曲・編曲：Nobuhiro Tahara
  - 9thシングル
  - 目黒蓮主演 TBS系金曜ドラマ『トリリオンゲーム』主題歌
12. LOVE TRIGGER
作詞：悠 / 作曲・編曲：I Don't Like Mondays.
  - 10thシングル1曲目
  - 岩本照主演 テレビ朝日系オシドラサタデー『恋する警護24時』主題歌
13. We'll go together
作詞・作曲・編曲：Nobuhiro Tahara
  - 10thシングル2曲目
  - 渡辺翔太主演 日本テレビ シンドラ『先生さようなら』主題歌
  - 「2024 さっぽろホワイトイルミネーション」 コラボレートソング
14. BREAKOUT
作詞：miwaflower、kosuke / 作曲：Chiaki Nagasawa、Dvii、Sorato、伊藤涼 / 編曲：Sorato
  - 11thシングル1曲目
  - ラウール主演 映画『赤羽骨子のボディガード』主題歌
15. 君は僕のもの
作詞：youth case / 作曲：youth case、Erik Lidbom / 編曲：Erik Lidbom
  - 11thシングル2曲目
  - 渡辺翔太主演 テレビ朝日系オシドラサタデー『青島くんはいじわる』主題歌
16. SBY
作詞：原田卓也 / 作曲： Erik Lidbom、原田卓也 / 編曲：Erik Lidbom
  - 目黒蓮主演 映画『劇場版トリリオンゲーム』主題歌
17. Dear,
作詞：MORISHIN / 作曲：川口進、MORISHIN / 編曲：川口進

#### CD-2（初回盤A）
1. EVOLUTION
作詞：KENTZ、51Black Rat / 作曲：KENTZ、前迫潤哉 / 編曲：KENTZ
  - 1stアルバムリード曲
2. 終わらないMemories
作詞：川口進 / 作曲：川口進、草川瞬、坂室賢一 / 編曲：川口進、坂室賢一
  - 1stアルバム初回盤A収録曲
3. JUICY
作詞：KENTZ、Phoenix Storm、51Black Rat / 作曲：KENTZ、Phoenix Storm、Doma Schrank、51Black Rat / 編曲：KENTZ、Doma Schrank、Peach
  - 2ndアルバムリード曲
4. ボクとキミと
作詞：CLIEVY（C&K） / 作曲：川口進、SHIROSE from WHITE JAM / 編曲：川口進
  - 2ndアルバム収録曲
5. あいことば
作詞・作曲：高木誠 / 編曲：Peach
  - 3rdアルバムリード曲
6. slow…
作詞：佐伯youthK / 作曲：Simon Janlov、Ludwig Lindell / 編曲：Ludwig Lindell
  - 3rdアルバム収録曲
7. EMPIRE
作詞：D&H、栗原暁、Henrik Nordenback / 作曲：Henrik Nordenback、Christian Fast、Didrik Thott / 編曲：Henrik Nordenback
  - 4thアルバムリード曲
8. One
作詞：JUN / 作曲・編曲：Sunny、D&H
  - 4thアルバム収録曲
  - テレビ朝日系IMAnimation『ブルーロック VS. U-20 JAPAN』エンディングテーマ
9. ミッドナイト・トレンディ
作詞・作曲・編曲：きなみうみ
  - 2ndアルバム収録曲
10. Sugar
作詞：katsuki.CF / 作曲：Sebastian Thott、Didrik Thott、Jimmy Claeson / 編曲：Sebastian Thott
  - 1stアルバム収録曲
11. 君の彼氏になりたい。
作詞：SHIROSE from WHITE JAM / 作曲・編曲：Josef Melin
  - 2ndシングル通常盤カップリング
12. 僕の彼女になってよ。
作詞：SHIROSE / 作曲・編曲：Josef Melin
  - 5thシングル通常盤・初回盤Aカップリング
13. 僕に大切にされてね。
作詞：SHIROSE / 作曲：SHIROSE、Atsushi Shimada / 編曲：Atushi Shimada
  - 7thシングル通常盤カップリング
14. スタートライン
作詞：坂室賢一、MiNE / 作曲：坂室賢一、佐原康太 / 編曲：佐原康太
  - 4thアルバム収録曲
15. Julietta
作詞：HIKARI / 作曲：7th Avenue、Joe Lawrence、HIKARI / 編曲：7th Avenue、Joe Lawrence
  - 3rdアルバム収録曲
16. クラクラ
作詞・作曲・編曲：Atsushi Shimada、坂室賢一
  - 3rdアルバム収録曲
17. Hip bounce!!
作詞：栗原暁 / 作曲：Albin Nordqvist、Takuya Harada / 編曲：Albin Nordqvist
  - 4thシングル通常盤カップリング
18. Super Sexy
作詞：MiNE、Atsushi Shimada / 作曲：Jan Baars、Rajan Muse、Koos Kamerling / 編曲：Jan Baars・Rajan Muse
  - 1stアルバム収録曲
19. 縁 -YUÁN-
作詞：田中秀典 / 作曲：千佐真里奈 / 編曲：PRIMAGIC
  - 4thシングル通常盤・初回盤Aカップリング
  - 佐久間大介・三森すずこW主演 アニメ映画『白蛇：縁起』主題歌。

#### CD-2（初回盤B）
1. EVOLUTION
2. 終わらないMemories
3. JUICY
4. ボクとキミと
5. あいことば
6. slow…
7. EMPIRE
8. One
9. Crazy F-R-E-S-H Beat
作詞：小林光明 / 作曲・編曲：Tommy Clint
  - デビューシングル通常盤カップリング
10. ファンターナモーレ
作詞：GAKU / 作曲：Susumu Kawaguchi、STEVEN LEE、Drew Ryan Scott / 編曲：Peach
  - 2ndシングル通常盤カップリング
11. ナミダの海を越えて行け
作詞：高木誠司 / 作曲：高木誠司、桑田健吾 / 編曲：高木誠司、桑田健吾、Peach
  - 3rdシングル通常盤・初回盤Bカップリング
  - Paravi『それSnow Manにやらせて下さい』番組テーマソング
  - アパマンショップ「オンライン接客体験篇」CMソング
12. EVERYTHING IS EVERYTHING
作詞：MiNE / 作曲：MiNE、Samuel Waermo、Stefan Ekstedt / 編曲：Stefan Ekstedt
  - 3rdシングル通常盤カップリング
13. Party! Party! Party!
作詞：KOMU / 作曲：STEVEN LEE、Andreas Stone Johansson、Denniz Jamm、Peter Boyes / 編曲：Denniz Jamm、Andreas Stone Johansson
  - 1stアルバム初回盤A収録曲
14. イチバンボシ
作詞：MORISHIN / 作曲：MORISHIN、baku / 編曲：石塚知生
  - 6thシングル通常盤カップリング
15. Tic Tac Toe
作詞：D&H（PURPLE NIGHT） / 作曲：Christofer Erixon、Josef Melin / 編曲：Josef Melin
  - 2ndアルバム収録曲
16. POWEEEEER
作詞：KOMU / 作曲・編曲：Albin Nordqvist
  - 3rdアルバム収録曲
17. 僕という名のドラマ
作詞：HIKARI / 作曲：HIKARI、RUSH EYE / 編曲：RUSH EYE
  - 3rdアルバム収録曲
18. Cry out
作詞：rihoco / 作曲：Tommy Clint、Atsushi Shimada / 編曲：Atsushi Shimada
  - 3rdアルバム初回盤A収録曲
19. DA BOMB
作詞：KOMU / 作曲：Karrinator、Daniel Kim、Jeremy G / 編曲：Karrinator
  - 9thシングル通常盤・初回盤Bカップリング

### 通常盤

#### CD-1
1. D.D.
2. KISSIN'MY LIPS
3. Stories
4. Grandeur
5. HELLO HELLO
6. Secret Touch
7. ブラザービート
8. オレンジkiss
9. タペストリー
10. W
11. Dangerholic
12. LOVE TRIGGER
13. We'll go together
14. BREAKOUT
15. 君は僕のもの
16. SBY
17. Dear,
18. EVOLUTION
19. 終わらないMemories
20. Snow Man's Life
作詞：山田裕介 / 作曲：山田裕介、金井奏馬 / 編曲：金井奏馬
  - 1stアルバム通常盤収録曲

#### CD-2
1. JUICY
2. ボクとキミと
3. Happy Birthday
作詞：信政誠、作曲：信政誠、編曲：日比野裕史
  - 2ndアルバム通常盤収録曲
4. あいことば
5. slow…
6. Nine Snow Flash
作詞：阿部亮平 / 作曲：阿部亮平、渡辺徹 / 編曲：渡辺徹
  - 3rdアルバム通常盤収録曲
7. EMPIRE
8. One
9. KANPAI Year!!
作詞・作曲：草川瞬、MiNE、Atsushi Shimada / 編曲：Atsushi Shimada
  - 4thアルバム通常盤収録曲
10. A PIECE OF CAKE
作詞：福岡良太 / 作曲： tasuku、福岡良太 / 編曲：tasuku
  - 不二家「不二家 どれから食べルック？ チョコ天使」篇、「不二家洋菓子店 ほめ曜日 うまくいった日」篇[42]、「不二家 どれから食べルック？ チョコ悪魔」篇 CMソング[43]
11. 7% - 岩本照
作詞・作曲：鈴木まなか、Hiroki Sagawa
タイトルは岩本の体脂肪率であり、「淡い期待」という意味も込められている[44]。楽曲は大人の雰囲気を感じられるR&B調で[45]、MVでは夜の大都会で岩本が女性ダンサーとともに、PURIが振付したダンスを踊っている[44]。
12. iro iro - 深澤辰哉
作詞・作曲：片岡健太 / 編曲：宮田“レフティ”リョウ
深澤自身が大好きなsumikaのボーカル兼ギターの片岡健太が作詞作曲を担当[46]。軽快なサウンドが響く[45]、アッパーな王道ロックサウンド[46]。歌詞にはデビューからの5年間の感謝が綴られ[47]、MVでは衣装や傘、テレビカメラなど、Snow Manのメンバーカラーの9色だけが使用された[45][48]。
13. Induction - ラウール
作詞：ラウール / 作曲・編曲：hisakuni
洋楽のテイストがふんだんに取り入れられた楽曲で、ラウール自身が全編英語詞を手掛けた[45]。MVではボディスーツのような衣装を着たラウールが、芸術的でポエティックな世界観の中、「静」と「動」の間を行き来するような唯一無二のダンスを披露している[45][46][49]。
14. オトノナルホウへ - 渡辺翔太
作詞： Kenichi Sakamuro、MiNE / 作曲：MiNE、Kenichi Sakamuro、佐原康太 / 編曲：佐原康太
軽やかなサウンドが光る明るいミディアムポップス[45][46]。MVでは「ちょっとアイドルっぽくやれたらいいな」という考えから、衣装は8ポーズあり、ミラーボールの下ではキラキラのスーツで踊っている[49]。
15. ファインダー - 向井康二
作詞：TJ_Brown / 作曲：MiNE、Atsushi Shimada / 編曲：Atsushi Shimada
歌詞の一部にタイ語が使用されたミディアムバラードで[45]、どこか切ない雰囲気のあるラブソング[46]。写真家としての一面も持ち合わせている向井を写し出す楽曲で[50]、カメラやコーヒーなど向井が好きなものが散りばめられたMVは映画『(LOVE SONG)』撮影と同時期に全編タイで撮影された[44][51]。
16. いっそ、嫌いになれたら。 - 阿部亮平
作詞・作曲・編曲：コバソロ
80's J-POPの雰囲気がある正統派ポップソング[46]。楽曲は恋が成就するかしないかという恋愛の一番楽しい時期を表現するために8分の12拍子にこだわって制作され[45]、MVは花束を持った白い衣装の阿部がパステルカラーの布が揺れる中を歩くというシンプルさで歌詞を活かした文学的な世界観を表現している[49]。
17. 朝の時間 - 目黒蓮
作詞・作曲・編曲：渡辺拓也
曲調は王道のJ-POP[52]。朝起きてから仕事に行くまでの時間のように、「嫌だな」と思う時間を頑張る人に寄り添うことを意識して制作された[44]。MVは部長からのメールで目が覚めて始まる、セリフも入ったドラマ仕立てのものになっているが、その中に出てきた【メディア露出なし】という言葉は、目黒が実際にデビュー前から叶えたいことを書き連ねてきた「夢ノート」と重なり、「全然テレビに出られない時の悔しさが見えて心にぐっと来た」と佐久間は述べている[53]。
18. I・だって止まらない - 宮舘涼太
作詞：深川琴美 / 作曲：須田悦弘、サイトウリョースケ / 編曲：サイトウリョースケ
フラメンコを彷彿させるような[52]歌謡曲テイストのメロディー楽曲で[47]、歌詞には言葉遊びも隠されている[46]。MVでは宮館が黒にメンバーカラーの赤が入ったスーツを着用して踊り[47]、独自の世界観を構築[52]。2月7日にYouTubeで公開され、再生回数は3月4日0時時点で360万回以上を記録した[54]。
振付はKABA.ちゃんが担当しているが、宮館からの「ファンの皆さんと一緒に踊りたい！」という要望により、老若男女・ダンス経験問わず踊れるよう、あえてわかりやすいダンスにして覚えてもらえるようにしたことを明かしている[55]。3月4日放送のTBS系の朝番組『ラヴィット!』で宮館が本楽曲を披露した際には、赤いドレスを着用したKABA.ちゃんがダンサーとして登場し、一緒にパフォーマンスして反響を呼んだ[54][56]。
19. 守りたい、その笑顔 - 佐久間大介
作詞・作曲・編曲：大石昌良
「俺の人生のテーマソング作ってください」と大石に直談判して出来上がった[47]、キャッチーでアニメソング的な[52]、「推し」への愛を詰め込んだ楽曲[46]。歌詞には冠ラジオ番組『 Snow Man 佐久間大介の待って、無理、しんどい、、』のタイトルも入れられている[52]。
MVには秋葉原のヲタクダンサーチーム・REAL AKIBA BOYZがダンサーとして参加し、振付も担当[57][58]。オタク佐久間とアイドル佐久間が登場し、オタ芸やウインドミルも披露するなど、佐久間の「好き」が詰め込まれている[47]。YouTubeでの再生回数は、公開から18日間で470万回再生を記録[59]。2月25日放送のTBS系の朝番組『ラヴィット!』では佐久間がREAL AKIBA BOYZと本楽曲をテレビ初披露で生歌唱し、「守りたいその笑顔」「さっくんのソロ曲」などの関連ワードが続々トレンド入りを果たした[58][59]。

### DVD/Blu-ray

#### 初回盤A
Disc1
1. D.D.（Music Video）
2. KISSIN' MY LIPS（Music Video）
3. Stories（Music Video）
4. Grandeur（Music Video）
5. Big Bang Sweet（Music Video）
6. ナミダの海を越えて行け（Music Video）
7. HELLO HELLO（Music Video）
8. 縁 -YUÁN-（Music Video）
9. EVOLUTION（Music Video）
10. 終わらないMemories（Music Video）
11. Snow World（Music Video）
12. Secret Touch（Music Video）
13. ブラザービート（Music Video）
14. オレンジkiss（Music Video）
15. JUICY（Music Video）
16. ボクとキミと（Music Video）
17. タペストリー（Music Video）
18. W（Music Video）
19. あいことば（Music Video）
20. slow…（Music Video）
21. Dangerholic（Music Video）
22. DA BOMB（Music Video）
23. LOVE TRIGGER（Music Video）
24. We'll go together（Music Video）
25. BREAKOUT（Music Video）
26. 君は僕のもの（Music Video）
27. EMPIRE（Music Video）
28. One（Music Video）
29. SBY（Music Video）
30. Dear,（Music Video）

Disc2
DVDのみ。Blu-rayはDisc1に収録。
1. SBY（マルチアングル映像）
2. Behind The Scenes - CD Jacket Photoshoot - SBY - Dear,
3. Looking back 5 years
メンバーへの撮り下ろしインタビューや過去の映像でデビューからの5年間を振り返る。

#### 初回盤B
Disc1
1. Crazy F-R-E-S-H Beat（Dance Video）
2. Stories（Dance Video）
3. Big Bang Sweet（Dance Edit）
4. YumYumYum〜SpicyGirl〜（Dance Video）
5. 僕の彼女になってよ。（Lip Sync Video）
6. REFRESH（Dance Video）
7. From Today（Lip Sync Video）
8. Wonderful! × Surprise!（Lip Sync Video）
9. Feel the light, Lovely（Dance Video）
10. Luv Classic（Lip Sync Video）
11. BREAKOUT（Music Video（Dance Ver.））
12. D.D.（Dance Practice）
13. KISSIN'MY LIPS（Dance Practice）
14. Stories（Dance Practice）
15. 君の彼氏になりたい。（Dance Practice）
16. Black Gold（Dance Practice）
17. Grandeur（Dance Practice）
18. HELLO HELLO（Dance Practice）
19. EVOLUTION（Dance Practice）
20. Infighter（Dance Practice）
21. ブラザービート（Dance Practice）
22. オレンジkiss（Dance Practice）
23. JUICY（Dance Practice）
24. Movin'up（Dance Practice）
25. タペストリー（Dance Practice）
26. W（Dance Practice）
27. slow…（Dance Practice）
28. Cry out（Dance Practice）
29. POWEEEEER（Dance Practice）
30. Dangerholic（Dance Practice）
31. LOVE TRIGGER（Dance Practice）
32. We'll go together（Performance Video）
33. BREAKOUT（Dance Practice）
34. 君は僕のもの（Performance Video）
35. EMPIRE（Performance Video）

Disc2
DVDのみ。Blu-rayは、Disc1に収録。
YouTubeではタキシードを着たメンバーが各メンバーのソロMVの鑑賞会を行う動画が1月17日から19日の3日連続で3人分ずつ公開された。
1. 7%（Music Video） - 岩本照
2. iro iro（Music Video） - 深澤辰哉
3. Induction（Music Video） - ラウール
4. オトノナルホウヘ（Music Video） - 渡辺翔太
5. ファインダー（Music Video） - 向井康二
6. いっそ、嫌いになれたら。（Music Video） - 阿部亮平
7. 朝の時間（Music Video） - 目黒蓮
8. I・だって止まらない（Music Video） - 宮舘涼太
9. 守りたい、その笑顔（Music Video） - 佐久間大介
10. アルティメットベースボール5
3チームに分かれ、異種野球・アルティメットベースボールに挑戦する。

## チャート成績
オリコンでは発売初日（店着日）に110.5万枚を売り上げ、2025年1月21日付「オリコンデイリーアルバムランキング」で1位を獲得。2009年3月2日から開始された同アルバムランキングでは史上初となる初日売上でのミリオン達成となった。その後発表された2月3日付「オリコン週間アルバムランキング」で1stアルバム『Snow Mania S1』から5作連続・通算5作目の1位かつ1stアルバムから5作連続累積ミリオンという史上初の記録を達成。初週売上139.5万枚は、前作『RAYS』の108.1万枚を超える自己最高初週売上であり、初週にして『i DO ME』の自己最高累積売上も超えた。また、初週売上130.4万枚の嵐『5×20 All the BEST!! 1999-2019』（2019年7月8日付）の記録も塗り替え、令和最高初週売上を達成した。「合算アルバムランキング」においても、週間ポイント139万5344PTで自身5作目の累積ミリオンポイントを突破し、オリコン史上初の通算5作の累積ミリオン突破を記録した。
Billboard JAPANでも自身初週最多となる当週1,438,742枚を売り上げ、"Top Albums Sales"、"Hot Albums"でともに首位を獲得した。
2025年2月24日付「オリコン週間アルバムランキング」で累積売上は150.8万枚となり、自身初の累積売上150万枚超えを記録した。アルバム作品の累積売上150万枚突破は米津玄師の『STRAY SHEEP』（2020年10月19日付）以来、4年4か月ぶりで、令和3作目となる。
4月7日から本作収録の全61曲がストリーミング&ダウンロード配信されたことにより、オリコンにおいて初週DL数7491DLで2025年4月21日付「オリコン週間デジタルアルバムランキング」で自身初のデジタルアルバム1位を獲得。なお、同日付「オリコン週間ストリーミング急上昇ランキング」でも上位10位をSnow Manの楽曲が独占する結果となった。Billboard JAPANでも7,340DLで自身初となる"Download Albums"首位を獲得。"Hot Albums"でも首位に返り咲き、その後4週連続で首位を獲得した。